# Paracyclops rehbergi
Paracyclops rehbergi – gatunek widłonoga z rodziny Cyclopidae. Nazwa naukowa tego gatunku skorupiaków została opublikowana w 1985 roku przez biologów Muhammada Saleema Mahoona i Z. Zia.